# Haploid

Schematyczne porównanie haploida i diploida

Haploid (gr. απλος ‘niezłożony, pojedynczy’) – komórka zawierająca tylko jeden zestaw chromosomów homologicznych. Oznaczany jest jako n.